# احتلال بولندا (1939-1945)

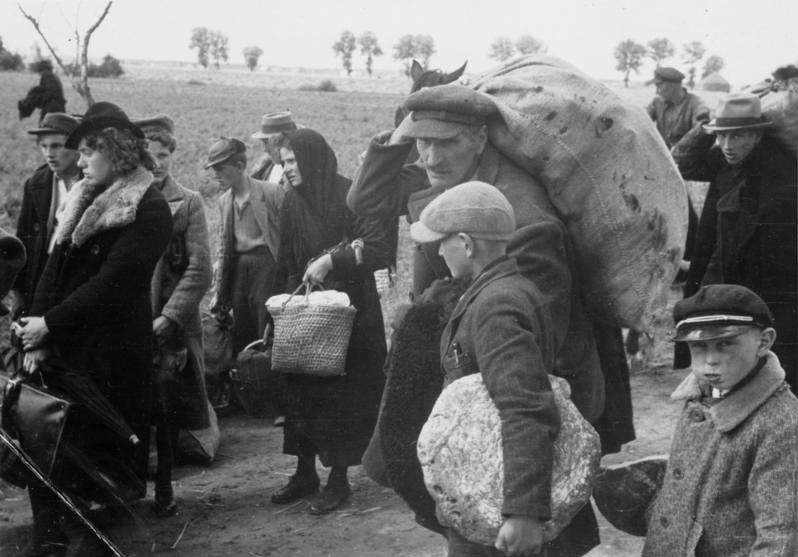
النازحين البولنديين سنة 1939م

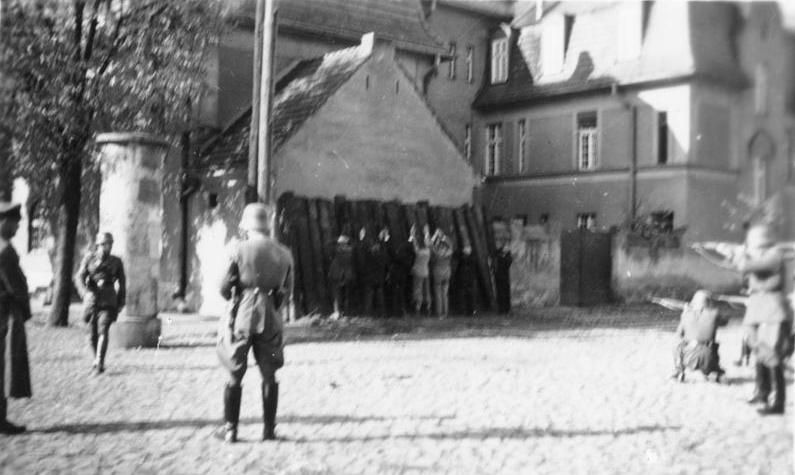
عملية تانينبرغ في شهر أكتوبر سنة 1939م

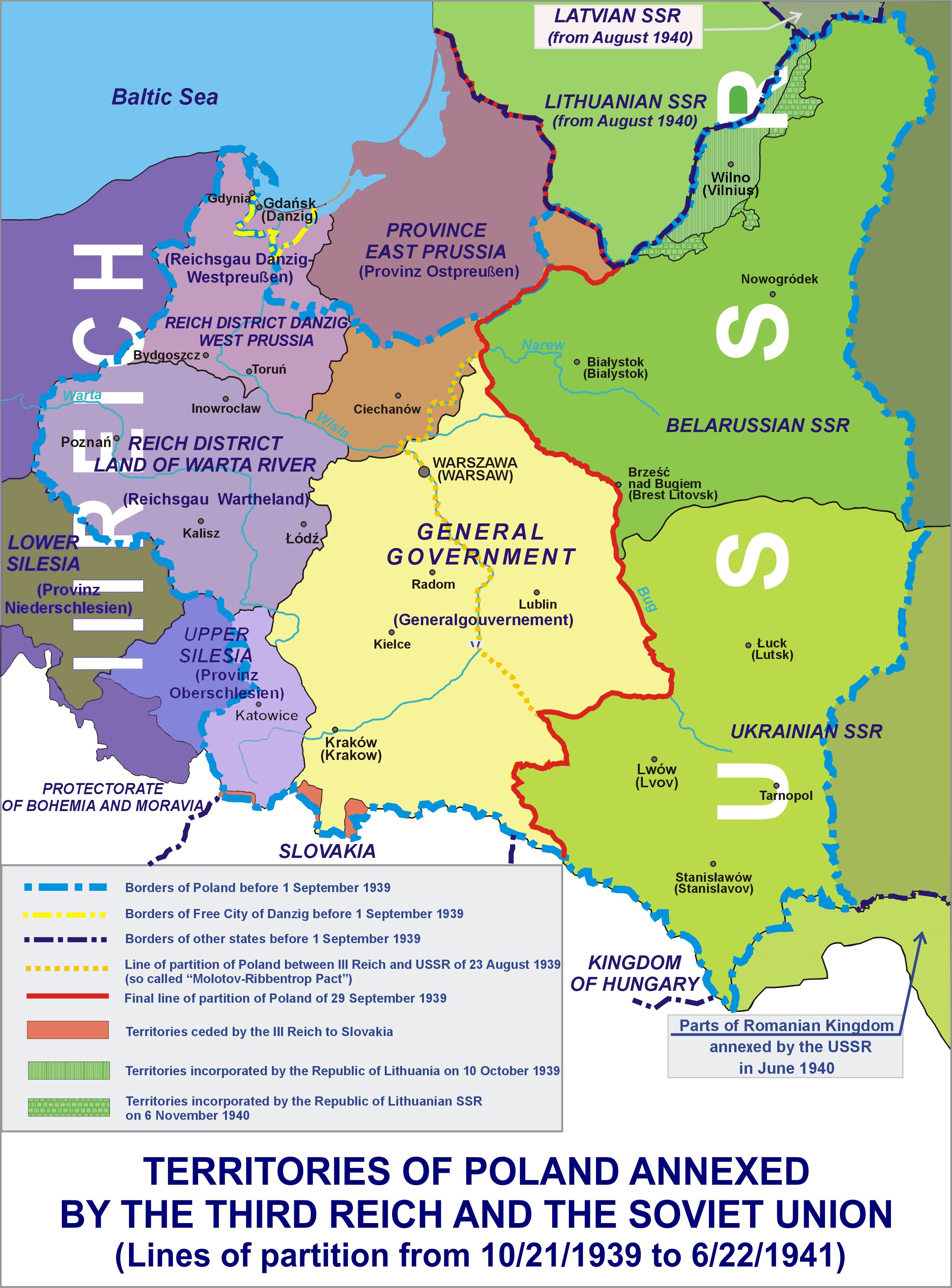
خريطة بولندا من سنة 1939-1941م

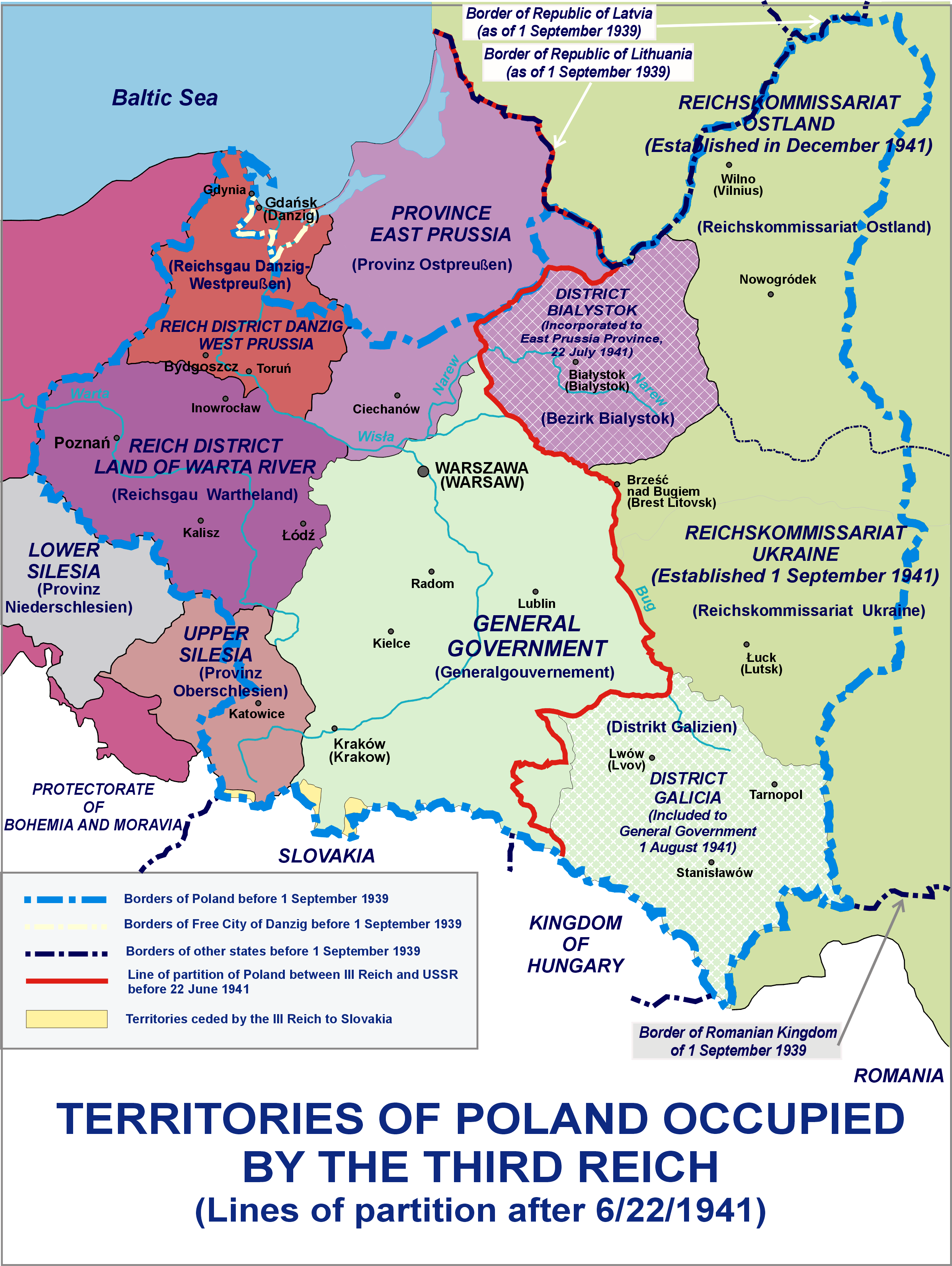
خريطة بولندا من 1941 حتى سنة 1944م

بدأ احتلال بولندا (بالبولندية: Okupacja niemiecka ziem polskich) من جانب ألمانيا النازية والاتحاد السوفيتي إبّان الحرب العالمية الثانية (1939-1945) مع الغزو الألماني السوفيتي لبولندا في شهر سبتمبر من عام 1939، وانتهى رسميًا بهزيمة ألمانيا على يد الحلفاء في مايو 1945. خلال كامل فترة الاحتلال، قُسِّمت أراضي بولندا بين ألمانيا النازية والاتحاد السوفيتي اللذين كانا يهدفان إلى القضاء على ثقافة بولندا وإخضاع شعبها. اجتاحت ألمانيا الأراضي التي ضمّها السوفيت في خضام الهجوم الألماني الناجح في البداية على الاتحاد السوفيتي في صيف وخريف عام 1941. أخرج الجيش الأحمر القوات الألمانية خارج حدود الاتحاد السوفيتي وعبر الحدود إلى بولندا من بقية أوروبا الوسطى والشرقية.
يجادل عالم الاجتماع تاديوز بيوتروفسكي بأن كلتا سُلطتا الاحتلال كانتا معاديتين لوجود سيادة بولندا وشعبها وثقافتها ووضعتا تدميرها هدفًا لهما. قبل عملية بارباروسا، نسّقت ألمانيا والاتحاد السوفيتي سياساتهما المتعلقة ببولندا، وتجلّى ذلك بوضوحٍ أكبر في مؤتمرات الفيستابو المفوضية الشعبية للشؤون الداخلية الأربعة، حيث ناقش المحتلّون خططهم للتعامل مع حركة المقاومة البولندية.
لقي نحة 6 ملايين مواطنٍ بولندي -حوالي 21.4% من سكان بولندا- مصرعهم بين عامي 1939 و1945 نتيجةً للاحتلال، نصفهم من العرق البولندي والنصف الآخر من اليهود البولنديين. أكثر من 90% من الوفيات كانت خسائر غير عسكرية، لأن معظم المدنيين استُهدفوا عمدًا في مختلف العمليات التي شنّها الألمان والسوفييت. في العموم، خلال الاحتلال الألماني للأراضي البولندية قبل الحرب، 1939-1945، قتل الألمان 5,470,000 – 5,670,000 بولندي، بما في ذلك 3,000,000 يهودي فيما وصف بأنه إبادة جماعية متعمّدة ومنهجية خلال محاكمات نورنبيرغ.
في أغسطس 2009، قدّر الباحثون في المعهد البولندي للذكرى الوطنية (IPN) عدد الضحايا في بولندا (بما في ذلك اليهود البولنديون) ما بين 5.47 و5.67 مليون (بسبب العمليات الألمانية) و 150.000 (بسبب السوفييت)، أو حوالي 5.62 و5.82 مليون في المجمل.

## الإدارة
في سبتمبر 1939، جرى غزو بولندا واحتلال قوّتين لها: ألمانيا النازية والاتحاد السوفيتي، وذلك وفقًا لاتفاقية مولوتوف-ريبنتروب (الاتفاق الألماني السوفيتي). استحوذت ألمانيا على 48.4% من الأراضي البولندية السابقة. بموجب أحكام مرسومين أصدرهما هتلر، وبموافقة ستالين (8 و12 أكتوبر 1939)، أقدمت ألمانيا على ضمّ مناطق واسعة من غرب بولندا. كانت مساحة هذه الأراضي المضمومة حوالي 92,500 كيلومتر مربع (35,700 ميل مربع) مع ما يقرب من 10.5 مليون نسمة. جرى وضع الكتلة المتبقية من الأراضي، من ذات المساحة ويقطنها حوالي 11.5 مليون نسمة، تحت إدارةٍ ألمانية تسمى الحكومة العامة (بالألمانية: Generalgouvernement für die besetzten polnischen Gebiete)، وعاصمتها كراكوف. عُيّن محامٍ ألماني ونازيٍ بارز، هانز فرانك، الحاكم العام لهذه المنطقة المحتلّة في 12 أكتوبر 1939. واستُبدل بصرامة المسؤولون الألمان بمعظم الإدارة خارج المستوى المحلي. تعرّض السكان غير الألمان في الأراضي المحتلّة لإعادة التوطين القسري والألمنة والاستغلال الاقتصادي والإبادة البطيئة التدريجية.
أعادت ألمانيا أيضًا قسمًا صغيرًا من الأرض، نحو 700 كيلومتر مربع (270 ميل مربع) يقطنه 200 ألف نسمة كانوا جزءًا من تشيكوسلوفاكيا قبل عام 1938، إلى حليفتها سلوفاكيا.
بعد أن قسّمت ألمانيا والاتحاد السوفيتي بولندا في عام 1939، انتهى الأمر بسيطرة ألمانيا على معظم الأراضي البولندية إثنيًا، في حين احتوت المناطق التي ضمّها الاتحاد السوفيتي على شعوبٍ متنوّعة إثنيًا، مع تقسيم الأراضي إلى مقاطعات ثنائية اللغة، بعضها كان يعيش فيها أقلياتٌ إثنية أوكرانية وبيلاروسية عديدة. رحّب العديد منهم بالسوفييت ويرجع ذلك جزئيًا إلى الإثارة الشيوعية على يد المبعوثين السوفييت. ومع ذلك، شكّل البولنديون أكبر مجموعةٍ إثنيةٍ واحدة في جميع الأراضي التي ضمّها الاتحاد السوفيتي.
استولى الاتحاد السوفيتي على أكثر من 51.6% من أراضي بولندا (نحو 201,000 كيلومتر مربع (78,000 ميل2)) بحلول نهاية الغزو، مع أكثر من 13.2 مليون نسمة. كانت التركيبة العرقية لهذه المناطق على النحو التالي: 38% من البولنديين (~5.1 مليون شخص)، 37% من الأوكرانيين، 14.5% من البيلاروسيين، 8.4% من اليهود، 0.9% من الروس و0.6% من الألمان. كما كان هناك 336 ألف لاجئ فرّوا من المناطق التي تحتلّها ألمانيا، معظمهم من اليهود (198 ألف). جرى ضمّ جميع الأراضي التي غزاها الجيش الأحمر إلى الاتحاد السوفيتي (بعد انتخاباتٍ مزوّرة)، وقُسِّمت بين جمهورية بيلاروس الاشتراكية السوفيتية وجمهورية أوكرانيا الاشتراكية السوفيتية، باستثناء منطقة فيلنو الممقطعة من بولندا، والتي حُوِّلت إلى جمهورية ليتوانيا ذات السيادة لعدة أشهر وبعد ذلك ضُمّت إلى الاتحاد السوفيتي في شكل جمهورية ليتوانيا الاشتراكية السوفيتية في 3 أغسطس 1940. بعد الغزو الألماني للاتحاد السوفيتي في عام 1941، أُلحِقت معظم الأراضي البولندية التي ضمّها السوفييت بالحكومة العامّة الموسّعة. تغيّرت حدود بولندا تغيّرًا جذريًا في الغرب بعد نهاية الحرب.

## المعاملة التي تلقّاها المواطنون البولنديون في ظلّ الاحتلال الألماني

### «جنرالبلان أوست» والليبنسراوم وطرد البولنديين
شنّت الصحف والقادة الألمان حملة بروبوغندا وقومية ودولية تتّهم السلطات البولندية بتنظيم أو بالتسامح مع التطهير العرقي العنيف للألمان الذين يعيشون في بولندا على مدى شهورٍ قبل بداية الحرب العالمية الثانية في عام 1939. أرسل السفير البريطاني السير هاورد كينارد أربعة بياناتٍ في أغسطس 1939 إلى فيكونت هاليفاكس تتعلّق بادعاءات هتلر بشأن المعاملة التي تلقّاها الألمان في بولندا؛ وتوصّل إلى الاستنتاج أن جميع ادعاءات هتلر والنازيين كانت مبالغات أو ادعاءاتٍ باطلة.
كان غزو ألمانيا النازية لبولندا يهدف منذ البداية إلى تحقيق الخطة المستقبلية للرايخ الألماني التي وصفها أدولف هتلر في كتابه «كفاحي» باسم الليبنسراوم («أماكن الإعاشة») للألمان في أوروبا الوسطى والشرقية. كان هدف الاحتلال هو تحويل الأراضي السابقة لبولندا إلى «أماكن إعاشة» ألمانية العرق، عن طريق ترحيل وإبادة السكان غير الألمان، أو تحويلها إلى وضع عمال سُخرة. كان هدف الدولة الألمانية تحت قيادة النظام النازي خلال الحرب هو تدمير وسحق الأمة البولندية وشعبها بالكامل، وجرى تحديد مصير الشعب البولندي، بالإضافة إلى مصير العديد من الشعوب السلافية الآخرى، في مخطط «جنرالبلان أوست» (بمعنى الخطة العامة للشرق) للإبادة الجماعية ومخطط «جنرالسيدبلانغزبلان» (بمعنى الخطة الرئيسية للاستيطان) المرتبط ارتباطًا وثيقًا. ويُعاد توطين حوالي 12.5 مليون ألماني في المناطق السلافية على مدى 30 عامًا، بما في ذلك بولندا؛ مع بعض إصدارات الخطة التي تتطلب إعادة توطين ما لا يقل عن 100 مليون ألماني على مدى قرن. كان ليُقضى على سكان هذه الأراضي السلافية نتيجةً لسياسات الإبادة الجماعية؛ ويُعاد توطين الناجين شرقًا، في مناطق أقل ملائمة في أوراسيا، وفي مناطق ما وراء جبال الأورال، مثل سيبيريا. لن يبقى أي سلاف أو يهود في أوروبا الوسطى والشرقية عند تنفيذ الخطة. قُسِّمت «جنرالبلان أوست»، وهي في الأساس خطةٌ كبرى تهدف إلى ممارسة التطهير العرقي، إلى جزأين، «كلاين بلانانغ» (بمعنى «الخطة الصغيرة»)، تغطّي الإجراءات التي ستتّخذ خلال الحرب، و«غروس بلانانغ» (بمعنى «الخطة الكبيرة»)، تشمل الإجراءات التي ستُتّخذ بعد الفوز بالحرب. وتنصّ الخطة على أن النسب المئوية المختلفة لمختلف الدول التي تعرّضت للغزو ستخضع للألمنة، ويجري طردها وترحيلها إلى أعماق روسيا، وتعاني مصائر مروّعة أخرى، بما في ذلك التجويع والقتل المتعمّدين، والتي سيضمن تأثيرها النهائي أن تتخذ الأراضي المحتلّة شخصيةً ألمانية لا رجعة فيها. على مدى فترةٍ زمنيةٍ أطول، وسيسمح فقط لنحو 3-4 مليون بولندي، وجميعهم يعتبرون مناسبين للألمنة، بالإقامة في أراضي بولندا السابقة.